# Капаткевичи
Капаткевичи (блр. Капаткевічы; рус. Копаткевичи) насељено је место са административним статусом варошице (городской посёлок) у централном делу Гомељске области у Републици Белорусији. Административно припада Петрикавском рејону.

## Географија
Насеље Капаткевичи се налази у источном делу Петрикавског рејона и лежи на десној обали реке Птич (лева притока реке Припјат). Налази се на око 35 km североисточно од града Петрикава, и на око 18 km северно од железничке станице Птич на линији Лунињец—Калинкавичи. Главни град области Гомељ налази се 179 km источније.

## Историја
Према најстаријим писаним изворима насеље потиче из 16. века и тада је то било село у Мазирском повјату Минског војводства Литванске Кнежевине.
Након распада Пољско-литванске државе 1793. постаје део Руске Империје. У насељу је 1796. саграђена католичка црква. Прва школа отворена је 1864. Насеље је 1885. било центар истоимене православне парохије коју је чинило 18 суседних села и 705 парохијана.
Године 1918, отворена је прва гимназија.
Од 17. јула 1924. до 8. јула 1931. те од 12. фебруара 1935. до 25. децембра 1962. Капаткевичи су били административни центар истоименог рејона. Од 25. децембра 1962. административно припадају Петрикавском рејону. Од 27. септембра 1938. насеље има административни статус варошице.

## Демографија
Према резултатима пописа из 2009. у вароши је живело 3.422 становника.
| 1999. | 2004. | 2009. |
| ----- | ----- | ----- |
| 4.400 | 3.900 | 3.422 |